# Współzależność społeczna
Współzależność społeczna to termin używany przez psychologów zajmujących się teorią gier opisujący sytuację, w której osiągnięcie pożądanych celów zależy nie tylko od własnych działań poszczególnych osób znajdujących się w tej sytuacji, ale także od działań pozostałych bohaterów danej sytuacji. Współzależnością społeczną jest więc każda sytuacja, w której ktoś inny – oprócz nas samych – ma wpływ na nasze wyniki.
Przykładami sytuacji współzależności społecznej mogą być praca w zespole, małżeństwo, zawody sportowe, wspólny wyjazd wakacyjny, wybór programu TV do wspólnego oglądania.
Teoria gier definiuje dodatkowe założenia sytuacji współzależności społecznej, wykorzystywane przy konstruowaniu gier:
- istnieje pewien zbiór bohaterów sytuacji, zwanych graczami,
- każdy z graczy dysponuje co najmniej dwiema strategiami działania,
- skutki działań każdego z graczy zależą od jego własnych działań oraz od działań pozostałych graczy
- skutki te są przez każdego z graczy wartościowane (posiadają określoną użyteczność)
- gracze podejmują decyzje zgodnie z ustalonymi regułami[2]

W sytuacji współzależności społecznej zachodzi zjawisko zależności interesów – działania każdej ze stron wpływają nie tylko na realizację jej własnych interesów, ale także interesów drugiej strony. Zależność taka może przerodzić się w konflikt interpersonalny.